# Saint-Christophe-et-le-Laris
Saint-Christophe-et-le-Laris este o comună în departamentul Drôme din sud-estul Franței. În anul 2009 avea o populație de 398 de locuitori.

## Evoluția populației
| An        | 1975 | 1982 | 1990 | 1999 | 2006 | 2009 |
| --------- | ---- | ---- | ---- | ---- | ---- | ---- |
| Populație | 323  | 297  | 318  | 289  | 393  | 398  |